# Ville-d’Avray
Ville-d’Avray település Franciaországban, Hauts-de-Seine megyében. Lakosainak száma 10 871 fő (2022. január 1.). Ville-d’Avray Chaville, Viroflay, Versailles, Marnes-la-Coquette, Saint-Cloud és Sèvres községekkel határos.

## Népesség
A település népessége az elmúlt években az alábbi módon változott:
| Lakosok száma | 11 266 | 11 422 | 11 813 | 11 453 | 11 050 | 11 225 | 10 883 | 10 694 | 10 871 |
|               | 2013   | 2015   | 2016   | 2017   | 2018   | 2019   | 2020   | 2021   | 2022   |